# Saturnina Jassa y Fontcuberta
Saturnina Jassa y Fontcuberta o Saturnina del Corazón Agonizante de Jesús (Calaceite, Teruel, 3 de marzo de 1851 - Tortosa, 13 de octubre de 1936) fue una monja y cofundadora junto a Enrique de Ossó y Cervelló y otras hermanas de la primera comunidad de la Compañía de Santa Teresa de Jesús.

## Biografía
Saturnina Jassa nació en Calaceite (Teruel), (municipio aragonés perteneciente en aquella época a la diócesis de Tortosa) en 1851. Muy religiosa, en 1874 se hizo miembro de la Archicofradía de Santa Teresa y conoció al padre Enrique de Ossó y Cervelló. El 4 de mayo de 1877 ingresó en la congregación que este había fundado, la Compañía de Santa Teresa de Jesús.
En 1877 representa a la congregación en la peregrinación teresiana a Ávila y Alba de Tormes y consigue el título de maestra de educación elemental, y en 1878 el de maestra superiora. Aún con los votos temporales, el 12 de octubre de 1879 es elegida superiora y maestra interina de las novicias de Tortosa. En 1882, todas las hermanas hacen la profesión perpetua y es elegida superiora general de la congregación, siendo ella la primera. Toma entonces el nombre de religión de Saturnina del Corazón Agonizante de Jesús.
En 1889 marcha a México, donde funda casas de la congregación: es profesora en Puebla y en 1893 superiora en Chilapa. En 1898 y hasta 1900, forma parte de la Congregación de las Religiosas de la Cruz, entonces fundada, con el fin de ayudarlas en sus inicios: es superiora y después hermana. En 1900 se reintegra a las Teresianas y es elegida superiora de la casa de Valencia, volviendo entonces a España.
En 1904 es nombrada Provincial de la Provincia del Sagrado Corazón y en 1906, además, superiora de Ciudad Rodrigo. En 1908 es elegida superiora general. Hace llevar los restos mortales del fundador al noviciado de Tortosa y convierte la revista Santa Teresa de JesúsenJesús Maestro, publicando el primer número en marzo de 1912. Vive también las persecuciones religiosas de Portugal y México, con la expulsión de las hermanas de ambos países.
En 1920 se la nombra consultora general, y el año siguiente se le permite retirarse al noviciado de Jesús de Tortosa, con el cargo de consultora honorífica. En julio de 1936 estalla la Guerra civil española y empiezan las persecuciones anticatólicas. Ella muere de muerte natural en el noviciado, incautado por el gobierno, el 13 de octubre del mismo año.
Su labor de consolidar y difundir la congregación se refleja en los escritos de sus generalatos y en la Memoria histórica de la Compañía de 1901.

## Veneración
La diócesis de Tortosa inició su proceso de beatificación, por sus virtudes heroicas, el 10 de septiembre de 1966, a instancias de la congregación de las Teresianas. El 3 de marzo de 1990 fue proclamada venerable y el proceso continúa abierto.
Su cuerpo reposa en la capilla del noviciado de Jesús (Tortosa), casa madre de la congregación.